# Văn Thành (xã)
Văn Thành là một xã thuộc huyện Yên Thành, tỉnh Nghệ An, Việt Nam.